# Славненски окръг
Славненски окръг (на полски: Powiat sławieński) е окръг в Севернозападна Полша, Западнопоморско войводство. Заема площ от 1043,20 км2. Административен център е град Славно.

## География
Окръгът се намира в историческия регион Померания. Разположен е в североизточната част на войводството.

## Население
Населението на окръга възлиза на 58 097 души(2012 г.). Гъстотата е 56 души/км2.

## Административно деление
Административно окръгът е разделен на 6 общини.
Градски общини:
- Дарлово
- Славно

Селски общини:
- Община Славно
- Община Дарлово
- Община Постомино
- Община Малехово

## Фотогалерия
- Дарлово
- Славно